# 澌波乡
澌波乡，是中华人民共和国四川省巴中市通江县曾经下辖的一个乡。2020年5月，撤销澌波乡，将原澌波乡所属行政区域划归洪口镇管辖。

## 行政区划
澌波乡撤销前下辖以下地区：
庙沟村、北斗坪村、高花坪村、苟家湾村、田家院村和香炉村。